# Episodi di Caterina e le sue figlie (terza stagione)

Logo della terza stagione

La terza stagione di Caterina e le sue figlie è formata da otto episodi ed è andata in onda dal 13 gennaio 2010 su Canale 5. Questa stagione viene replicata dal 6 maggio 2012 la domenica in prima serata (21.30).
| nº | Titolo          | Prima TV Italia  | Telespettatori | Share  |
| -- | --------------- | ---------------- | -------------- | ------ |
| 1  | Prima puntata   | 13 gennaio 2010  | 4.570.000      | 17,51% |
| 2  | Seconda puntata | 20 gennaio 2010  | 3.940.000      | 16,00% |
| 3  | Terza puntata   | 28 gennaio 2010  | 4.372.000      | 16,93% |
| 4  | Quarta puntata  | 3 febbraio 2010  | 4.441.000      | 17,53% |
| 5  | Quinta puntata  | 10 febbraio 2010 | 4.472.000      | 17,30% |
| 6  | Sesta puntata   | 17 febbraio 2010 | 3.679.000      | 13,19% |
| 7  | Settima puntata | 24 febbraio 2010 | 4.066.000      | 15,23% |
| 8  | Ottava puntata  | 3 marzo 2010     | 4.516.000      | 17,51% |

## Prima puntata
Caterina e Attilio riescono finalmente a fare il loro viaggio di nozze, ma, a causa di un incidente, Caterina cade in mare. Trascorre un anno dalla scomparsa di Caterina, le figlie sono sempre più polemiche l'una nei confronti dell'altra accusandosi vicendevolmente dell'incidente della madre; il notaio di famiglia consiglia loro di vendere le loro quote per porre fine alle discussioni. Durante una litigata le tre sorelle finiscono fuori strada con la macchina ma vengono aiutate dal Conte Pigna (Francesco Testi) che rimane subito affascinato da Adele, la figlia più grande di Caterina. Cetti Saponero (socia di Caterina) non ha liquidità per rilevare la società, perciò vorrebbe approfittare di questa situazione la sua ex assistente personale Pina (Valentina Persia), che ha dei conti in sospeso con Cetti. Nel frattempo il conte Pigna, che si è presentato alle tre sorelle come il fattore Firmino, per conquistare Adele prima le regala in forma anonima una borsa nuova e infine le affitta il suo appartamento nel centro di Roma.
Attilio, rassegnato alla morte della moglie intreccia una relazione con una farmacista siciliana, Maria (Ángela Molina).
Le uniche che non hanno ancora perso la speranza di ritrovare la donna sono Liliana - amica del cuore di Caterina - ed Agostina continuamente spronata alla ricerca di sua madre dalla protagonista della sua soap opera preferita, Morena (Manuela Arcuri), che le si materializza davanti in ogni dove.
Per caso, guardando il video della luna di miele della madre di Pablo, il compagno di suo figlio Enrichetto, Liliana riconosce in una cantante-cameriera di un ristorante cubano proprio la sua amica Caterina o per lo meno una donna che le somiglia in modo impressionante.
Liliana ed Agostina prendono il primo aereo per Cuba, si precipitano (passando – loro malgrado – per il matrimonio di un cubano) al ristorante che avevano visto nel video e trovano una donna bionda del tutto simile a Caterina, con una forte inflessione napoletana ma che sembra non riconoscerle affatto.
- Altri interpreti: Sergio Arcuri, Aurora Giovinazzo (Caterina, figlia di Adele), Tamara di Giulio (Selvaggia), Emanuele Ajello (Remo Finocchioni), Isa Gallinelli (Elda), Antonino Iuorio (Quagliarone), Emanuele Barresi

## Seconda puntata
Liliana e Agostina sono a Cuba e fanno di tutto per far tornare la memoria a Caterina e riportarla a casa, ma vengono ostacolate da Domenico che la donna crede essere suo fratello.
Intanto Pina ha pagato un uomo affinché dicesse di essere stato intossicato dai prodotti della "Vedova del Maresciallo" e in azienda arrivano i N.A.S. a fare i dovuti controlli da cui non risulta nulla di irregolare: l'azienda può continuare a lavorare. Intanto Cetty decide di ingaggiare il manager Michele Malimberti che la sostituisca mentre è impegnata nello svolgimento dei servizi sociali.
Liliana e Agostina si recano all'ambasciata italiana per cercare informazioni su Quagliarone Nunzia, così da provare che la donna che vive a Cuba non è lei ma Caterina. Le due donne però vengono cacciate dall'edificio e fanno la conoscenza del colonnello Spalletti che decide di aiutarle ad introdursi nell'archiviodell'ambasciata. Nel frattempo Eleonora consegna Jasmine al padre naturale Pablo, marito di Enrichetto. Quest’ ultimo dopo le prime reticenze, si affeziona alla bambina, fino a considerarla un’po anche figlia sua.
Liliana e Agostina aiutate dal colonnello Spalletti riescono finalmente a provare l'identità di Caterina e Domenico, messo alle strette, viene arrestato dopo aver confessato di aver trovato la donna in mare e di aver approfittato della sua perdita di memoria facendole credere di essere sua sorella Nunzia.
Mentre Agostina cerca di far ritornare la memoria alla madre mostrandole le foto di figli e parenti, purtroppo senza successo; Liliana flirta con il colonnello allo scopo di ottenere velocemente i documenti per l'espatrio di Caterina.
Nel frattempo Michele, per pagare dei debiti di gioco, si mette d'accordo con Pina che lo paga per sedurre le figlie di Caterina allo scopo di convincerle a vendere l'azienda a basso prezzo.
Caterina in aeroporto viene accolta da tutti i suoi parenti ma lei sembra non ricordarsi di nessuno: allora Agostina ha un'idea per far tornare la memoria alla madre: uno shock. Decide quindi di portarla alla festa di fidanzamento del marito Attilio con Maria: qui Caterina sviene e al risveglio recupera la memoria ma non lo dice a nessuno.
Caterina ha bisogno di riposo e Liliana decide di farla stare a casa sua:durante la notte Caterina confessa all'amica Liliana di aver recuperato la memoria, ma quando riceve la visita del marito Attilio decide di fare finta di non riconoscerlo, perché prima di tornare con lui vuole vendicarsi.
- Altri interpreti: Rossy De Palma (Estrella Toledo, madre di Pablo), Pia Velsi (suor Anselma), Carmela Vincenti (Italia Dominici), Tamara Di Giulio (Selvaggia), Emanuele Ajello (Remo), Isa Gallinelli (Elda), Alessandra Barzaghi, (Tatiana) Marco Messeri, Antonino Iuorio (Quagliarone), Raniero Monaco di Lapio (Giovanni, l'idraulico)

## Terza puntata
Caterina confida a Liliana di voler fare la smemorata per un po' di tempo, per vedere cosa succede. Le tre figlie sono preoccupate per le condizioni della madre e Agostina propone di farle visitare l'azienda, sperando che si ricordi qualcosa. 
Attilio lascia Maria, siccome è ancora innamorato di Caterina, e Maria, apparentemente, sembra arresa. 
Michele è ormai riuscito a conquistare Adele e Carlotta ma Agostina è la sorella meno convinta a vendere l'azienda e, su consiglio di Pina, Michele cerca di conquistarla facendole credere di essere appassionato di Morena. Attilio va a recuperare la macchina che aveva lasciato sotto casa di Liliana quando era andato a trovare Caterina e lì scopre che qualcuno ha graffiato la macchina: i sospetti ricadono, ovviamente, su Caterina. 
Alvaro organizza una festa per il compleanno di Geremia, ma a causa dell'arrivo di Remo, la festa si trasforma in un caos e questo porta nuovamente Cetty e Alvaro a litigare per la crisi di mezz'età di quest'ultimo. Alla festa, Selvaggia parla con Alvaro e scopre che l'uomo ha una collezione di orologi di valore nella camera da letto e, poiché lei ed il fratello rischiano lo sfratto, pensa di fare qualcosa; poi la ragazza, fa delle avances a Geremia e questo viene notato da Cetty quando arriva alla festa. 
Caterina decide di andare in azienda mentre Cetty, su insistenza di Agostina, vende le sue quote all'Italia International Food, essendo ancora impegnata nelle pulizie ai servizi sociali. 
Intanto Eleonora approfondisce la conoscenza con Vittorio, il titolare della "Homme Line", l'azienda di fabbricazione di vestiti da uomo dove lei lavora, e l'uomo le rivela di essere innamorato di lei e le chiede di sposarlo. 
Michele per pagare un debito di gioco riesce a farsi fare un prestito da Carlotta; per l'uomo, però, risulta sempre difficile mantenere un rapporto sia con Carlotta che con Adele. 
Adele, Agostina e Carlotta presentano Michele Malimberti a Caterina ma la donna, vede che Michele tiene per mano sia Adele che Carlotta, e capisce che egli è un poco di buono e vuole opporsi alla vendita delle sue azioni. Eleonora pensa alla proposta di matrimonio di Vittorio e alla richiesta di fare da padre a Jasmine, e ne parla con Pablo che, però, vorrebbe essere solo lui il padre della bambina; alla fine, accetta le condizioni di Eleonora poiché sa che nessun giudice toglierebbe la bambina alla madre per affidarla ad un genitore gay. 
Maria, approfittando di una distrazione di Eufemia ed Epifania, sempre pronte a farsi i fatti degli altri, mette un gatto morto nella farmacia, facendo credere ad Attilio che questo è stato un altro gesto di Caterina (era stata Maria a graffiare l'auto di Attilio). Selvaggia, distraendo Geremia, prende le chiavi di casa di Cetty e Alvaro e dà un appuntamento a quest'ultimo cosicché lei può introdursi in casa mentre lui esce; qualcosa, però, va storto perché Alvaro torna indietro e la trova in camera da letto, ma lei gli fa credere di avergli voluto fare una sorpresa. In quel momento arriva Cetty, che però credeva ci fosse Geremia con Selvaggia, e la scoperta che c'era Alvaro la manda su tutte le furie e poi si sfoga con Agostina. Caterina, stanca di fare la smemorata, anche a causa dell'azienda, poiché ha capito di che pasta è fatto Malimberti, si reca da Adele per rivelarle la verità ma una volta lì, ascolta una telefonata tra lei e Michele, nella quale lui dice che la donna non sta bene ed ha ancora dei problemi e Adele è d'accordo con lui; questo porta Caterina a tacere ancora.
- Altri interpreti: Rossy De Palma (Estrella), Aurora Giovinazzo (Caterina), Tamara Di Giulio (Selvaggia), Emanuele Ajello (Remo), Carmela Vincenti (Italia Dominici), Isa Gallinelli (Elda), Alessandra Barzaghi (Tatiana), Raniero Monaco di Lapio (Giovanni)

## Quarta puntata
Caterina decide di indagare sulle vere intenzioni del manager Michele Malimberti con l'aiuto della sua centralinista Elsa (interpretata da Isa Gallinelli). Scoprono dunque che il manager ha una relazione sia con Adele che con Carlotta. E che il motivo per cui lui le inganna entrambe è assicurarsi che decidano di vendere l'azienda alla International Food. Allora Caterina ferma le figlie prima che firmino la cessione dal notaio, dicendo che la sua azienda non si vende. Di fronte al rifiuto di Caterina, Pina (Valentina Persia) preme su Malimberti insistendo sulla necessità di attuare il cosiddetto "Piano B". Eleonora è felice perché finalmente ha trovato un marito e dunque una famiglia per sua figlia; Pablo ed Enrichetto tuttavia all'inaugurazione del loro locale litigano per via della bambina, perché Eleonora su pressione del fidanzato gli ha impedito di vederla. Intanto il fidanzato impone ad Eleonora un'etichetta moralista e puritana; ma Eleonora scopre casualmente dei video in cui il fidanzato moralista in realtà si cimenta in attività erotiche private. Quindi decide di lasciarlo.
Intanto Cetty è ancora alla ricerca del marito, il quale si è trasferito in un residence. Alvaro spera ancora in una relazione con Selvaggia, la quale gli dice chiaramente che non è assolutamente interessata a lui. Cetty invece subisce le avances dell'amico di suo figlio, un ventenne il quale le dice che suo marito non la merita. Agostina tenta di far uscire suo marito Ettore dalla depressione riunendo i suoi vecchi amici con cui suonava. Il manager Malimberti intanto spera nella vendita dopo l'ennesimo ultimatum di Pina: Caterina si decide a vendere in quanto pensa che la sua famiglia non è più unita: ma ci ripensa quando grazie a Elsa scopre che esiste un'offerta più vantaggiosa da parte di un altro compratore. Intuisce che Malimberti è in combutta con la International Food. A questo punto non resta altro per Pina e Malimberti che attuare il piano B: avvelenare i prodotti dell'azienda e chiamare i N.A.S.
- Altri interpreti: Rossy De Palma (Estrella Toledo), Aurora Giovinazzo (Caterina Parisi), Pia Velsi (suor Anselma), Tamara Di Giulio (Selvaggia), Emanuele Ajello (Remo), Carmela Vincenti (Italia Dominici), Isa Gallinelli (Elda), Alessandra Barzaghi (Tatiana), Stefano Bicocchi, Giorgio Musumeci (Aldo), Maurizio Mattioli (Nino il giaguaro)

## Quinta puntata
Caterina (Virna Lisi), essendo certa che sia stato Malimberti (Brando Giorgi) a chiamare i N.A.S., lo licenzia malgrado il parere contrario delle figlie. Malimberti, però, ha un ascendente molto forte su di loro e, visto che il danno all'azienda si è aggravato per il ritrovamento della salmonella nei prodotti, prova a convincerle che l'Italian International Food è l'unica che sarebbe disposta ad acquistare l'azienda. Maria (Ángela Molina), intanto, sempre più ossessionata dal fatto che Attilio (Ray Lovelock) l'abbia lasciata per Caterina, ruba la giacca della donna e si mette una parrucca per assomigliarle così, una notte, incendia la farmacia di Attilio e viene vista da Epifania (Anna Maria Torniai) ed Eufemia (Clara Bindi) che la scambiano per Caterina. Le due donne insinuano nella mente di Attilio, il dubbio che sia stata Caterina a dare fuoco alla farmacia ma l'uomo non ne è del tutto convinto. Adele (Alessandra Martines) dice alla madre che se non vende l'azienda, non avrà più niente a che fare con lei ma Caterina è ostinata a non vendere poiché sa che Malimberti è un mascalzone. Michele, allora, avendo capito che Caterina non venderà mai, vuole far credere ad Adele, Carlotta (Sarah Felberbaum) e Agostina (Valeria Milillo) che la madre è pazza; Elda (Isa Gallinelli) ascolta una conversazione tra le figlie e lo riferisce a Caterina che vuole trovare le prove per incastrare Malimberti, facendo rubare ad Elda il suo computer. Tatiana (Alessandra Barzaghi) e Malimberti, però, la scoprono ma non riescono a farle confessare il furto; Caterina chiede aiuto ad Enrico (Attilio Fontana) per sbloccare le password ed accedere ai dati del pc. Eleonora (Eva Grimaldi) va a vivere con Pablo (Quim Vila), Enrico e Jasmine, portando Liliana (Iva Zanicchi) ed Estrella (Rossy De Palma) ad "allearsi" per mandarla via. Adele, Agostina e Carlotta non sono del tutto convinte sull'idea di far interdire Caterina ma l'insistenza di Michele le porta sempre più su quella strada. Aldo (Giorgio Musumeci), per amore di Cetty (Giuliana De Sio), controlla tutti i residence della città per trovare Alvaro (Stefano Santospago) e, finalmente, lo trova e poi, bacia appassionatamente la donna. Rebecca (Martina Pinto) rivela a Remo (Emanuele Ajello), dopo che aveva dato a Selvaggia (Tamara Di Giulio) i 1000 € per l'affitto, che la ragazza voleva farsi dare dei soldi anche da Alvaro e lo convince che è falsa e, alla fine, Remo riceve un pugno da Selvaggia. Geremia (Lorenzo De Angelis) nota una strana complicità tra Remo e Rebecca e se ne va di casa; Rebecca, infatti, confessa ad Agostina di non essere più sicura dei sentimenti per Geremia a causa di Remo. Agostina riesce, finalmente, a trovare la figurina 17 dell'album di Morena (Manuela Arcuri) mentre Ettore (Alessandro Benvenuti) vuole fare dei colloqui di lavoro come cantante rock, all'insaputa della moglie. Agostina scambia, per sbaglio, il suo cellulare con quello di Luciano (Sergio Múñiz) e scopre che Italia Dominici (Carmela Vincenti) gli ha dato un appuntamento. Attilio chiede a Caterina se è stata lei oppure no ad incendiare la farmacia e la donna nega, dicendogli, anche, di sentire la sua mancanza: all'improvviso a casa di Attilio, va via la luce e Maria gli spara ad una gamba. Epifania ed Eufemia vogliono parlare con il Capitano dei Carabinieri che si occupa dell'incendio alla farmacia, per rivelare i loro sospetti. Tatiana informa Michele dell'incendio e del sospetto che sia opera di Caterina e l'uomo si colpisce con un tagliacarte, facendo credere che sia stata Caterina ad accoltellarlo; le figlie, così, si convincono che la madre è pazza e la fanno rinchiudere in una clinica. Michele vuole che Caterina rimanga ricoverata giusto il tempo che le figlie vendano l'azienda; Caterina si rende conto di quello che è successo e deve trovare il modo di uscire da lì.
- Altri interpreti: Sergio Arcuri (tenente dei carabinieri)

## Sesta puntata
Caterina, dopo mille sforzi e grazie all'aiuto di Attilio, riesce a uscire dall'ospedale e corre subito in azienda per cercare di bloccarne la vendita. Per fortuna però Malimberti è già quasi incastrato perché Adele e Carlotta scoprono che l'uomo stava con entrambe. Alla fine Malimberti viene scoperto anche grazie a una confessione della sua assistente. Nel franttempo Rebecca crede di essere ancora invaghita di Remo che contraccambia. Geremia ascolta sua madre che gli consiglia che se lui è così innamorato di Rebecca deve fare qualunque cosa per lei e così lui decide di sposarla, va a casa sua dove incontra Agostina e le chiede dove si trova la figlia. Agostina gli risponde che non lo sape ma che tornerà tra poco, così Geremia decide di aspettarla. Quando Rebecca arriva, Agostina lascia soli i due; Geremia tira fuori un anello e le chiede di sposarlo, ma in lacrime e dispiaciuta Rebecca gli risponde di no perché non è innamorata di lui ma di un'altra persona, Remo, che stava iniziando a frequentare di nuovo credendo sia cambiato, e aggiunge che se Geremia avesse voluto poteva dimostrare di amarla prendendosi maggiore cura di lei e di loro figlio Jonas. Geremia esce dalla casa arrabbiato e deluso perché si aspettava una risposta positiva da parte di Rebecca. Agostina chiede dolcemente alla figlia cosa è successo, se per caso hanno litigato, e lei le spiega tutto. Caterina è arrabbiatissima con le figlie, a loro volta in lite tra loro, e non le vuole perdonare, però finalmente fa la pace con Attilio. Cetty riesce a liberarsi di Aldo che si innamora della sua psicologa. Intanto Liliana e la madre di Pablo fanno incontrare Eleonora con Alvise, che finisce col farle fare un incidente. Alla fine Caterina viene chiamata dell'ospedale per Eleonora, ma la donna pensa che Adele stia male. Va a casa per vedere sua nipote e trova tutte le sue figlie che grazie al conte Pigna si sono riappacificate e a sua volta fa pace con loro.
- Altri interpreti: Monica Vallerini (agente matrimoniale), Paolo Persi (Alvise Mangò), Eleonora Gaggioli (psicologa)

## Settima puntata
Attilio è in grave pericolo: Maria cerca in tutti i modi di ucciderlo, arrivando anche a scrivere sul muro di casa minacce verso Caterina, che se vuole vederlo vivo deve lasciarlo, ma Caterina decide di fare una commedia, facendo finta che lei e Attilio si siano lasciati. Maria li vede (pensando che fosse vero) ed è molto felice dell'accaduto. Eleonora è scampata all'incidente e decide quindi di non vedere più Alvise, il veneziano che guidava l'auto. Pablo scopre che Alvise in realtà era d'accordo con Liliana ed Estrella e per questo cerca di consolare Eleonora. Tra i due vi è un forte riavvicinamento. A Roma intanto Caterina lascia le sue quote alle figlie, le quali insieme a Cetty cercano di risolvere il problema dell'azienda. Cetty riesce a provare la colpevolezza di Pina nell'affare della salmonella; ma per risollevare l'azienda hanno bisogno di un fornitore. Adele è decisa a ritornare in America, ma grazie ad uno stratagemma il Conte riesce a farla rimanere. In seguito scopre che il Conte, il proprietario della sua casa, possiede un'azienda agricola molto grande, per cui Adele si precipita a parlare con lui. Ovviamente, visto che il conte e Firmino sono la stessa persona, Adele è costretta a rivolgersi a quest'ultimo. Il conte infatti le dice per telefono che deve trattare d'affari solo con Firmino. Cetty riesce a scoprire dove è Alvaro: in un convento di frati; ma quando lo vede è sconvolta. Alvaro ha fatto voto di non parlare né di ascoltare nessuno. Cetty è disperata ed è dispiaciuta per il figlio Geremia, il quale è ancora innamorato di Rebecca. Ad Anfri, Caterina dopo l'ennesimo incidente causato da Maria organizza un piano con Attilio: fingono di lasciarsi per fare uscire Maria allo scoperto. Quindi Caterina ritorna nella sua casa di Roma. Sempre ad Anfri, Pablo decide di lasciare Enrichetto e ritornare con Eleonora e la loro figlia; insieme vanno in Spagna. Evarista, invece viene scoperta dalle zie, mentre ritorna a casa dalle sue fughe notturne. Le zie le dicono che se non vuole essere diseredata deve dar loro un nipote. Per cui Evarista fa visita ad Enrichetto, che è in lacrime per la fuga di Pablo.

## Ottava puntata
Caterina continua a nascondersi e tutto procede come previsto, ma Maria scopre che i due si sentono ancora e perciò un giorno, mentre Caterina butta la spazzatura, la rapisce e la porta nella sua ruolotte. Maria è sul punto di ammazzarla ma non lo fa, soprattutto quando parlando le due scoprono di avere più cose in comune di quanto immaginano, come l'essere state abbandonate dai loro mariti in passato, ed Attilio con una telefonata scopre tutto e chiama i carabinieri. I carabinieri trovano le due che giocano a carte ma arrestano ugualmente Maria. 
Rebecca litiga con la nonna e dice di andarsene e non tornare mai più. Caterina chiama Cetty e le chiede se sua nipote stava da lei, per poi raccontarle il rapporto di Geremia con Selvaggia. Lei si arrabbia e va in discoteca a separarli ma il figlio, che non sapeva niente della litigata tra Caterina e la ex, ama ancora Rebecca. Lui va subito a cercarla e pensa che sia andata a letto con Remo, così Geremia si scontra subito con lui. Poi Rebecca li vede e rompe in testa a Remo una bottiglia di vetro, e ritorna con Geremia che le chiede di sposarlo e lei accetta con gioia. Intanto il marito di Agostina diventa una specie di hippie rock, ad esempio mettendosi la giacca con le frange.
Lui capisce che Spacca Gino lo sta usando e perciò decide di lasciare la musica. Agostina è costretta a scegliere tra suo marito e Luciano ma ci litiga e li lascia perdere. Agostina vince il concorso di Morena la Spaccacuori e lasciando la fotocamera sul set scopre la verità su di lei: il suo personaggio e le cose che dicevano erano finte. Intanto Adele scopre durante la riunione per i prodotti alimentari dell'azienda, che l'uomo che la corteggiava misteriosamente, il fattore Firmino e il conte Pigna sono la stessa persona. Di questo si arrabbia molto e decide di lasciare subito l'azienda, ma sentendosi innamorata del conte, va alla sua villa dove lo trova e si dichiarano. Lui le chiede di sposarlo e lei accetta. Arriva il giorno del matrimonio, dove sono presenti tutti: Caterina, Attilio, Agostina, Ettore, Rebecca, Geremia, Jonas, Carlotta, Pietro, Liliana, Enrico ed Evarista. Subito dopo esser iniziata la cerimonia arrivano direttamente dalla Spagna Pablo, Eleonora e Jasmine per chiedere perdono a Enrico. I due sposi si riappacificano ed Evarista davanti a tutti dice alle sue zie Epifania ed Eufemia che lei è lesbica e che si è innamorata della barista. Liliana e Caterina sono felici che le cose si siano rimesse tutte a posto e ridono beatamente.